# Ludwig Falck
Ludwig Falck (* 5. Februar 1928 in Mainz; † 6. Juni 2021) war ein deutscher Historiker und Archivar. Von 1972 bis zu seiner Pensionierung 1993 war er Leiter des Stadtarchivs Mainz. Schwerpunkt seiner Forschungstätigkeit war das mittelalterliche Mainz.

## Leben und beruflicher Werdegang
Ludwig Falck war der Sohn von Richard Falck, einem leitenden Regierungsdirektor in Rheinhessen, und dessen Ehefrau Franziska, geb. Metternich. Letztere (nicht  zu verwechseln mit der Adelsfamilie von Metternich), war eine Tochter des Mainzer Arztes Dr. Johann Baptist Metternich und der Maria Rau einer Tochter des Fabrikdirektors Karl Jakob Rau. Mit Johann Baptist Metternich als Sohn des großherzoglichen Kreisbaumeisters Ludwig Metternich und dessen Bruder, dem Freiheitskämpfer Germain Metternich war damit der mutterseitige Bezug Falcks zu dem Freiheitskämpfer hergestellt. Der Vater der Brüder Ludwig und Germain war der Mainzer Mathematiker und Universitätsprofessor Mathias Metternich, der ebenfalls als Mainzer Jakobiner dem Freiheitsgedanken anhing.
Er besuchte das Adam-Karillon-Gymnasium (heute Rabanus-Maurus-Gymnasium) in Mainz, wo er 1946 das Abitur ablegte. Im gleichen Jahr begann er an der gerade wiedereröffneten Mainzer Johannes Gutenberg-Universität sein Studium in den Fächern Klassische Philologie und Geschichte. 1948 wechselte er an die Johann Wolfgang Goethe-Universität nach Frankfurt und später an die Philipps-Universität nach Marburg. Hier promovierte er 1952 bei dem ebenfalls gebürtigen Mainzer Heinrich Büttner zum Thema Die Klosterpolitik der Mainzer Erzbischöfe im 12. Jahrhundert.
Der erfolgreichen vorläufigen Beendigung seiner wissenschaftlichen Arbeit folgte ein Lehramtsreferendariat, unter anderem an der Internationalen Deutschen Schule in Saint-Cloud bei Paris, bis zum zweiten Staatsexamen. Falck schloss an seine Lehramtsausbildung noch ein weiteres Studium an, diesmal an der Archivschule Marburg. Nach dem Studienabschluss trat er eine Stelle als Archivassessor beim Stadtarchiv in Mainz an. Im Rahmen seiner beruflichen Laufbahn wurde er später zum Archivrat und Oberrat ernannt. Seit 1980 und bis zu seiner Pensionierung im Jahr 1993 war Falck Leitender Archivdirektor des Stadtarchivs Mainz. Dieses wurde 1980 aus dem Bibliothekenverbund der Stadt Mainz ausgegliedert und als Amt 47 eine eigenständige Dienststelle der Stadt Mainz. 
Ludwig Falck starb am 6. Juni 2021 im Alter von 93 Jahren.

## Wissenschaftliche Arbeit
Falck begann bereits 1959 an einem Projekt zu arbeiten, das zum Ziel hat, alle in auswärtigen Archiven liegenden Quellen zur Mainzer Geschichte des Mittelalters in einer Sammlung von Kopien zusammenzutragen. Der so gesammelte Bestand umfasst mittlerweile über 40.000 Urkunden. Ergebnisse aus der wissenschaftlichen Bearbeitung dieses Fundus finden sich unter anderem in Falcks 2007 erschienenem ersten Band der „Mainzer Regesten zur Geschichte der Stadt“, der für 1303 Urkunden aus dem Zeitraum 1200 bis 1250 ausführliche Inhaltsangaben bietet.

## Mitgliedschaften und weitere Tätigkeiten
Falck war Mitglied der Historischen Kommission für Hessen, der Gesellschaft für Rheinische Geschichtskunde und über zwanzig Jahre im Vorstand des Mainzer Altertumsvereins aktiv. Beim Aufbau des Fastnachtsarchivs war er ebenfalls beteiligt. Auch war er als Violinist und lange als ehrenamtlicher Konzertmeister tätig und spielte im Orchester des Peter-Cornelius-Konservatorium der Stadt Mainz.

## Schriften (Auswahl)
- Mainz im frühen und hohen Mittelalter (Mitte 5. Jahrhundert bis 1244). Rau, Düsseldorf 1972 (= Geschichte der Stadt Mainz, Band 2).
- Mainz in seiner Blütezeit als freie Stadt (1244 bis 1328). Rau, Düsseldorf 1973 (= Geschichte der Stadt Mainz, Band 3).
- Mainzer Regesten 1200–1250 zur Geschichte der Stadt, ihrer geistlichen und weltlichen Institutionen und Bewohner. 1. Teil: Text; 2. Teil: Tafeln, Literatur, Index. Mainz 2008.
- Mainzer Regesten 1251–1260 zur Geschichte der Stadt, ihrer geistlichen und weltlichen Institutionen und Bewohner. Hessische Historische Kommission, Darmstadt [u. a.] 2014 (= Arbeiten der Hessischen Historischen Kommission / Neue Folge, Bd. 36; Beiträge zur Geschichte der Stadt Mainz, Bd. 38).